# Fallout Tactics: Brotherhood of Steel
Fallout Tactics: Brotherhood of Steel (рус. Братство стали) — компьютерная игра, изданная Interplay Entertainment. Игра создана в рамках вселенной Fallout, однако из-за отклоняющегося от истории игры сюжета, смещения игрового процесса в сторону тактической составляющей и несоответствия «каноническому» миру Fallout, игра не получила распространения среди поклонников Fallout. Игра сделана в жанре тактической ролевой игры.

## Сюжет
Fallout Tactics: Brotherhood of Steel повествует о  Братстве Стали — организации, состоящей из выживших в пост-апокалипсисе людей, главной целью которой является сбор самых различных технологий, также Высшей целью братства является обосноваться в  Убежище 0, созданном специально для того, чтобы помочь человечеству "выбраться из пропасти". Главный антагонист - некий Калькулятор, нечто среднее между машиной и человеческим интеллектом. Главному герою предстоит борьба с налётчиками, зверомагами, супермутантами, техно-фанатиками, и с целой армией роботов, управляемой Калькулятором. В самом финале игры герой проникает в Убежище 0 при помощи ядерной боеголовки, расположенной у Главного Входа, расправляется с роботами, и с боями добирается до самого Калькулятора, где перед ним стоит выбор: или уничтожить адскую смесь искусственного и человеческого интеллекта, или стать с ним единым целым, остановив таким образом армию роботов, целью которых стало уничтожение всего живого.

## Отзывы
| Сводный рейтинг                                                       | Сводный рейтинг |
| Агрегатор                                                             | Оценка          |
| --------------------------------------------------------------------- | --------------- |
| GameRankings                                                          | 80,91 %         |
| Metacritic                                                            | 82/100          |
| Иноязычные издания                                                    |                 |
| Издание                                                               | Оценка          |
| GameSpot                                                              | 8,3/10          |
| GameTrailers                                                          | 8,1/10          |
| IGN                                                                   | 8,3/10          |
| MobyGames                                                             | 78/100          |
| Русскоязычные издания                                                 |                 |
| Издание                                                               | Оценка          |
| Absolute Games                                                        | 62 %            |
| Награды                                                               |                 |
| Издание                                                               | Награда         |
| Третье место в номинации «Лучшая тактика» (2001) журнала «Игромания». |                 |